# Hosaagrahara, Tirthahalli
Hosaagrahara là một làng thuộc tehsil Tirthahalli, huyện Shimoga, bang Karnataka, Ấn Độ.